# Hatari (emulador)
Hatari es un emulador código abierto de la familia de ordenadores Atari ST de 16/32-bit. Emula las series de Atari ST, Atari STe, Atari TT y Atari Falcon y algún periférico correspondiente como  joysticks, ratones, MIDI, impresora, puerto serie y discos flexibles y rígidos. Soporta más modos gráficos que el ST y no requiere una imagen TOS original, ya que soporta EmuTOS. La última versión no tiene problemas conocidos de compatibilidad en la emulación de aplicaciones de ST/STe/TT ni con la mayoría de los juegos de ST/STe y las demos funcionan sin problemas.

## Desarrollo
Hatari usa código fuente de muchos otros emuladores: WinSTon (periféricos del Atari ST), UAE (CPU Motorola 680X0), WinUAE (CPU Motorola 68030 + MMU más precisos), STonX (BLiTTER), ARANyM (Motorola 56001 DSP, Videl, NVRAM).
Hatari usa la librería SDL para gráficos, está desarrollado en Linux y ha sido portado a muchos sistemas operativos como AmigaOS 4, AROS, BSD, BeOS, RISC OS, MorphOS, macOS, AmigaOS y Windows.